# Hůrka (Libá)

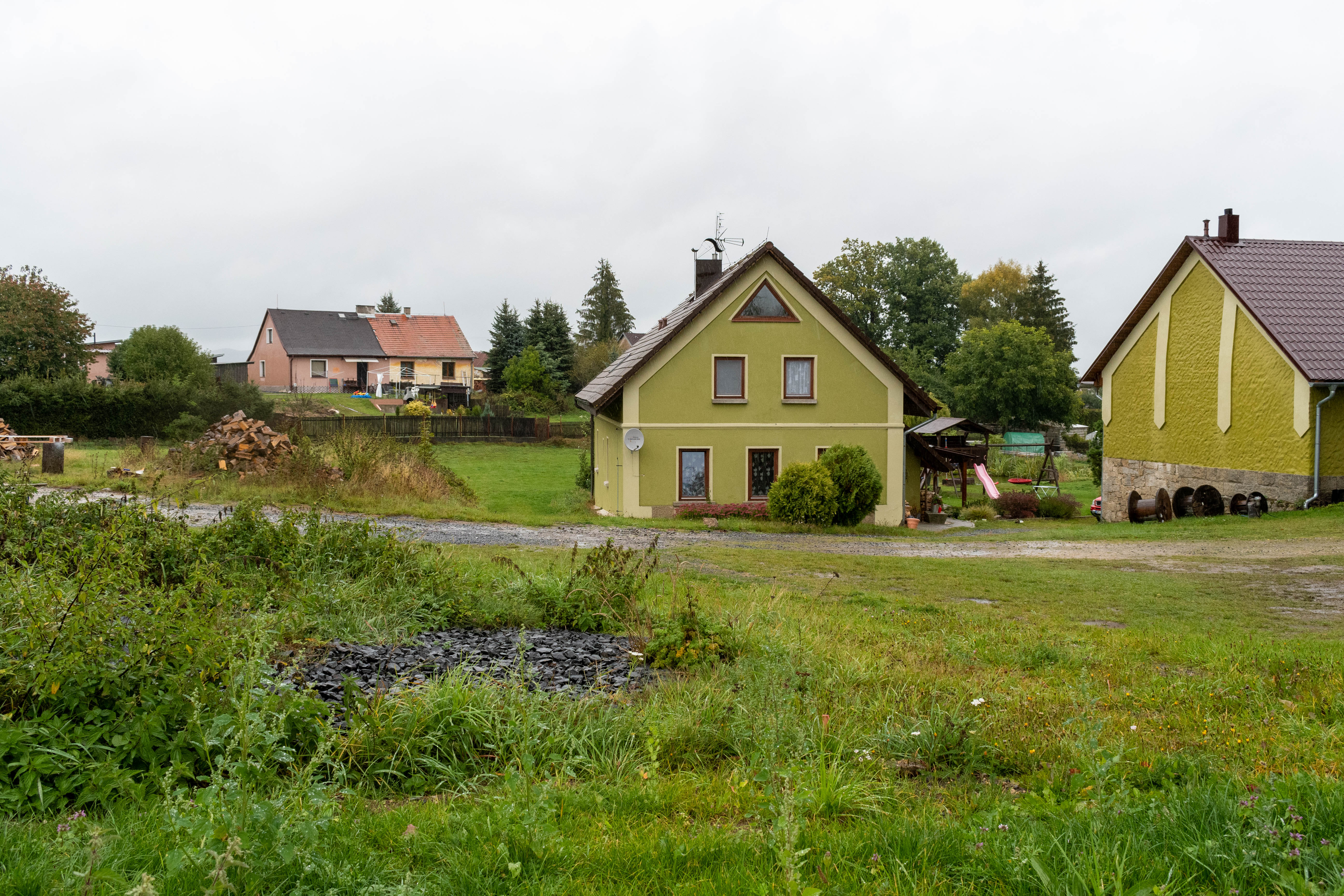
Hůrka (2020)

Hůrka (deutsch Riehm, früher Riem) ist ein Ortsteil der Gemeinde Libá in Tschechien. Er liegt zwei Kilometer südöstlich von Libá im Okres Cheb.

## Geographie

### Geographische Lage
Hůrka befindet sich im Quellgebiet des Baches Lesní potok auf einer Hochfläche in den Ausläufern des Fichtelgebirges. Östlich erheben die Pastviny (511 m), im Südwesten der Na Vršíčku (552 m) und westlich die Blatná (Plattenberg, 641 m).

### Ortsgliederung
Der Ortsteil Hůrka bildet zugleich eine Grundsiedlungseinheit und den Katastralbezirk Hůrka u Libé der Gemeinde Libá.

### Nachbargemeinden
Nachbarorte sind Podílná, Polná, Lipná und Táborská im Norden, Drahov, Ostroh und Lužná im Nordosten, Samota, Krapice und Horní Rybárna im Osten, Klest, Cetnov und Bříza  im Südosten, Pomezí nad Ohří, Dobrošov, Pomezná und Fischern im Süden, Hohenberg an der Eger, Hammermühle und Dubina im Südwesten sowie Libá im Nordwesten.

## Geschichte
Die erste schriftliche Erwähnung des Dorfes „Rymen“ erfolgte 1322 als Teil der Reichspfandschaft Eger. 1395 wurden in Egerer Stadtbuch acht Bauern aus Rymen aufgeführt. Bis zum Jahre 1406 war das Dorf zusammen mit dem Klausenhof und dem Sorghof nach Markhausen gepfarrt, danach gehörte es zur neu errichteten Pfarrei Liebenstein. Im Jahre 1496 ermordete der Raubritter Jorg von Zedtwitz auf Burg Liebenstein an der Marter (U božích muk) bei Ryemen seinen Haslauer Richter Nickel Rogler und wurde dafür mit der Landesacht bestraft.
Zwischen 1828 und 1834 bestand in Riehm eine eigene Dorfschule, die danach als Wanderschule in Riehm und Tobiessenreuth unterrichtete. Da der Schule jedoch die Unterstützung durch die Ortsvorsteher beider Dörfer fehlte, wurde der Unterricht 1847 eingestellt; die Kinder wurden nach Liebenstein eingeschult. Bis zur Mitte des 19. Jahrhunderts blieb das Dorf den Herren von Zedtwitz auf Schloss Liebenstein untertänig.
Nach der Aufhebung der Patrimonialherrschaften bildete Riem ab 1850 einen Ortsteil der Gemeinde Eichelberg im Bezirk und Gerichtsbezirk Eger. 1874 wurde in Riehm eine neue Schule für die Tobiessenreuther und Riehmer Kinder eröffnet. Nach dem Münchner Abkommen wurde das Dorf 1938 dem Deutschen Reich zugeschlagen und gehörte bis 1945 zum Landkreis Eger. Nach dem Ende des Zweiten Weltkriegs kam das Dorf zur Tschechoslowakei zurück und erhielt den Namen Hůrka. Nach der Aufhebung der Gemeinde Dubina wurde Hůrka 1950 nach Libá eingemeindet. Im Jahre 1991 hatte der Ortsteil 87 Einwohner, beim Zensus von 2001 lebten in den 31 Wohnhäusern von Hůrka 103 Personen.

## Kultur und Sehenswürdigkeiten
- Sühnekreuz unterhalb des Grünbühl neben dem „Mordhübel“ zwischen Táborská und Hůrka, möglicherweise wurde das Kreuz als Sühnemal für den Mord am Richter Nickel Rogler errichtet.